# ليو غورسي
ليو غورسي (بالإنجليزية: Leo Gorcey)‏ مواليد 3 يونيو 1917 في نيويورك - الوفاة 2 يونيو 1969 في أوكلاند، الولايات المتحدة، هو ممثل أمريكي بدأ مسيرته الفنية سنة 1935. امتدت مسيرته الفنية لأكثر من 34 عاما.

## الأعمال
- النهاية الميتة
- المخبر الخاص
- كيد ديناميت
- إنه عالم مجنون مجنون مجنون مجنون

## روابط خارجية
- ليو غورسي على موقع IMDb (الإنجليزية)
- ليو غورسي على موقع ألو سيني (الفرنسية)
- ليو غورسي على موقع أول موفي (الإنجليزية)
- ليو غورسي على موقع قاعدة بيانات برودواي على الإنترنت (الإنجليزية)
- ليو غورسي على موقع إن إن دي بي (الإنجليزية)
- ليو غورسي على موقع قاعدة بيانات الفيلم (الإنجليزية)
- ليو غورسي على موقع كينوبويسك (الروسية)